# 石道成
石道成（英語：Jakob Stausholm）是一位丹麦企业家，力拓集团首席执行官。中文名叫石道成。

## 生平
获得哥本哈根大学经济学硕士学位。1997年进入殼牌工作，2012年加入马士基担任首席财务官，2018年9月加入力拓集团担任首席财务官。2021年1月1日升任首席执行官，接替被迫离职的夏杰思。